# أوريليو موسكيرا
أوريليو موسكيرا (بالإسبانية: Aurelio Mosquera Narváez) (و. 1883 – 1939 م) هو سياسي من الإكوادور ولد في كيتو.